# Rui Knopfli
Rui Manuel Correia Knopfli  (ur. 10 sierpnia 1932 w Inhambane, zm. 25 grudnia 1997 w Lizbonie) – mozambicki poeta pochodzenia portugalskiego. 
Był synem imigrantów z Portugalii. Studiował w Lourenço Marques (obecnie Maputo), a następnie w Johannesburgu (RPA). Po studiach pracował jako dziennikarz: był redaktorem naczelnym gazety A Tribuna, redagował też dodatek literacki do pisma A Voz de Moçambique. Był współtwórcą czasopism literackich Caliban i Letras&Artes. Pierwszy tom poezji zatytułowany O País dos Outros opublikował w 1959 roku. 
W 1975 roku jako Portugalczyk został zmuszony do wyjazdu z Mozambiku. Zamieszkał w Londynie, gdzie pracował jako radca ambasady portugalskiej. W powstających w tym czasie utworach znaczną rolę odgrywa motyw nostalgii za utraconą ojczyzną. 

## Twórczość
- O País dos Outros, 1959
- Reino Submarino, 1962
- Máquina de Areia, 1964
- Mangas Verdes com Sal, 1969
- A Ilha de Próspero, 1972
- O Escriba Acocorado, 1978
- Memória Consentida: 20 Anos de Poesia 1959-1979, 1982
- O Corpo de Atena, 1984
- O monhé das cobras, 1997